# القلعة الصخرية (كرناتكا)
القلعة الصخرية أو كاسل روك (بالإنجليزية: Castle Rock, Karnataka)‏ هي مدينة من مدن الهند. يبلغ عدد سكانها Two Thousand (Approx) نسمة وذلك حسب إحصائيات سنة 2011.

## نبذة
القلعة الصخرية هي قرية في أوتارا الكنادا (شمال انارا) بمنطقة كرناتكا الهندية وتقع المدينة في غاتس الغربية على حدود الدولة مع غوا على ارتفاع 621 متر (2,040 قدم).
يتحدث سكانها المحليين باللغة المهاراتية وتستخدم لغة الكانادا والإنجليزية أيضا في التواصل الاجتماعي وتقع القلعة على ارتفاع في منطقة غابات كثيفة. أما الغطاء النباتي للقلعة الصخرية فهو نفضي رطب استوائي.
تشكل مناجم المنغنيز الاقتصاد الرئيسي في المنطقة ومن ضمن المنطقة مدينة دانديل محمية للحياة البرية (تايجر ريزيرف) محمية النمور والتي تحتوي على العديد من النمور.
تحد البلدة منذ سنوات عديدة البرتغال التي تسيطر على غوا وبريطانيا التي تسيطر على الهند خط السكك الحديدية «قواق» لربط المدن جوان من فاسكو ومارجاو مع بقية مدن الهند وكان خط السكك الحديدية الوحيد في الدولة حتى بدأت الخدمات في سكة حديد كونكان في أوائل عام 1990 .تم تحويل السكك الحديدية الهندية في أوائل عام 1990 ليغطي مساحة أوسع وبالتالي ربط شبكة السكك الحديدية القديمة مع بقية مدن الهند وما زالت قاطرات قطار «قواق» ترى في محطة السكك الحديدية المحلية حتى الآن.

## محطة سكة حديد القلعة الصخرية

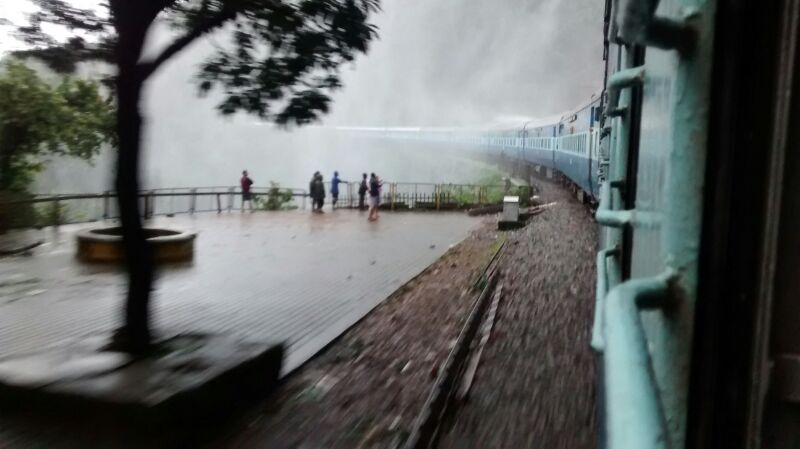
القلعة الصخرية محطة السكك الحديدية ، كرناتكا

كان يوجد في الماضي اتصال دولي لكن لم يعد ممكن بين الهند (كلا من دولة الهند البريطانية ودولة الهند المستقلة) وإقليم غوا الذي كان مستعمراً للبرتغال حتى عام 1961 وليس جزءاً من الهند.
كانت MG خط السكة الحديد من مارمغوا إلى القلعة الصخرية مملوكة في الأصل للهند البرتغالية الغربية للسكك الحديدية والتي تقوم بتشغيلها (والتي على الرغم من أن اسمها كان شركة بريطانية) كما أنها تصل الهند البريطانية بلوندا. تدعى المحطة الأخيرة للمسافرين فاسكو داجاما وتربط بين غوا والهند البريطانية وفيما بعد بين غوا والهند.
تم تنفيذ جميع إجراءات السفر الدولي للقلعة الصخرية بما في ذلك تفتيش الجمارك والتحقق من وثائق السفر.
تمثل هذه المحطة بداية براغانزا غاتس من جانب كرناتكا وتجاور شلالات دادسغار التي تعتبر واحدة من مناطق الجذب السياحية الرئيسية في غوا.
تم الآن حظر التعدين كلياً وقد أعلنت منطقة دانديل أنشي كمحمية للحياة البرية (تايجر ريزيرف).

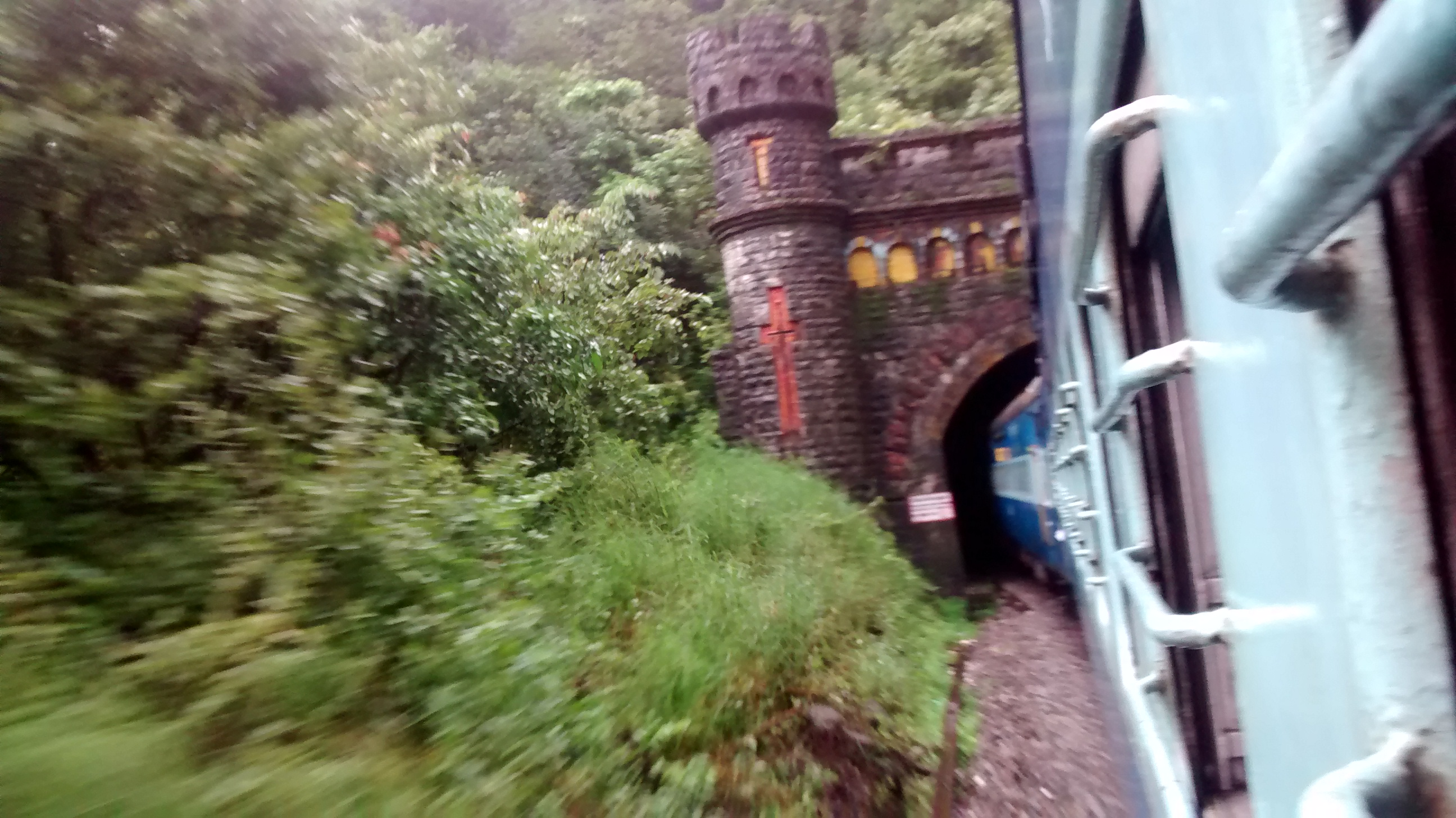
نفق بالقرب من محطة السكك الحديدية للقلعة الصخرية، كرناتكا

## الغابات
القلعة الصخرية في نطاق الغابات قريبة ويمكن السير لها على الأقدام من محطة سكة الحديدية للقلعة الصخرية ونطاق القلعة الصخرية هو جزء من دانديل لمحمية الحياة البرية والمعروفة أيضا بدانديل أنشي لمحمية الحياة البرية (تايجر ريزيرف) (محمية النمور).